# Phyllanthus virgatus
Phyllanthus virgatus är en emblikaväxtart som beskrevs av Johann Georg Adam Forster. Phyllanthus virgatus ingår i släktet Phyllanthus och familjen emblikaväxter.

## Underarter
Arten delas in i följande underarter:
- P. v. gardnerianus
- P. v. virgatus